# Pro Evolution Soccer 2011
Pro Evolution Soccer 2011 (oficialment abreujat PES 2011) és un videojoc basat en el futbol real de la saga Pro Evolution Soccer i l'últim joc de la saga en sortir a la venda. El seu desenvolupador és Konami Computer Entertainment Tokyo. El seu llançament a Europa es va produir el dia 30 de setembre del 2010, excepte en el Regne Unit, on el seu llançament es preveu pel 8 d'octubre del següent mes. PES 2011 és el videojoc successor de Pro Evolution Soccer 2010.
Està disponible en les plataformes Nintendo Wii, PlayStation 3, PlayStation 2, PlayStation Portable, Xbox 360, PC. La demo es pot descarregar a Europa des del 15 de setembre del 2010 per les versions de PS3 i PC. Aquesta última des de la mateixa pàgina oficial del joc. Els equips disponibles per jugar un partit d'exhibició de 10 minuts són el FC Barcelona, el Bayern de Múnic, el Chivas de Guadalajara i l'Internacional.

## Contingut

### Lligues
Les següents lligues estan completament llicenciades.
- Ligue 1
- Eredivisie

Les següents lligues estan parcialment llicenciades.
- Premier League — 2 equips llicenciats: Manchester United FC i Tottenham Hotspur FCNovetat.
- Serie A — 19 equips llicenciats: AS Bari, Bologna, Brescia CalcioNovetat, Cagliari Calcio, Catania, AC CesenaNovetat, Chievo Verona, ACF Fiorentina, Genoa CFC, Inter, Juventus FC, SS Lazio, US LecceNovetat, AC Milan, SSC Napoli, Parma FC, AS Roma, UC Sampdoria i Udinese.
- Primera División — 14 equips llicenciats: AlmeriaNovetat, Athletic Club, Atlètic de Madrid, FC Barcelona, Deportivo La Coruña, RCD Espanyol, GetafeNovetat, RCD Mallorca, Racing Santander, Reial Madrid, Sporting GijónNovetat, València CF, Vila-real CF i Reial SaragossaNovetat.

#### Equips de les lligues no llicenciats
| Premier League - North London (Arsenal FC) - West Midlands Village (Aston Villa FC) - West Midlands City (Birmingham City FC) - Lancashire (Blackburn Rovers FC) - Booktale (Blackpool FC) - Middlebrook (Bolton Wanderers FC) - London FC (Chelsea FC) - Merseyside Blue (Everton FC) - West London White (Fulham FC) - Merseyside Red (Liverpool FC) - Man Blue (Manchester City FC) - Tyneside (Newcastle United FC) - The Potteries (Stoke City FC) - Wearside (Sunderland AFC) - West Midlands Stripes (West Bromwich Albion FC) - East London (West Ham United FC) - Lancashire Athletic (Wigan Athletic FC) - Wolves (Wolverhampton Wanderers FC) | Serie A - Xavrenaguel (Palermo) primera divisió - Hecioguel (Hércules) - Zelvantez (Levante) - Mlg Blanco/Azul (Màlaga CF) - Pamp Rojo (CA Osasuna) - Sev Blanco (Sevilla FC) - Ssfb. Azul/Blanco (Reial Societat) |

### Altres equips
| - RSC Anderlecht - Club Brugge KV - NK Dinamo de Zagreb - SK Slavia Praha - Sparta Praha - FC Copenhagen - HJK Helsinki - SV Werder Bremen Novetat - Bayern München Novetat - A.E.K. Athens FC - Olympiakos FC - Panathinaikos FC - PAOK FC - Rosenborg Ballklub - SL Benfica - S.C. Braga - FC Porto - Sporting | - Dinamo Bucureşti - CFR Cluj - Unirea Urziceni - FK Spartak Moscou - FC Rubin Kazan Novetat - FC Zenit St. Petersburg - Celtic FC - Rangers Football Club - FK Crvena Zvezda - AIK - FC Basel 1893 - Beşiktaş JK - Fenerbahçe SK - Galatasaray A.S. - Shakhtar Donetsk - FC Dinamo de Kíev - C.A. Boca Juniors - River Plate - Internacional |